# Athletes Unlimited Volleyball
L'Athletes Unlimited Volleyball è una lega di pallavolo femminile statunitense: al torneo partecipano quarantaquattro pallavoliste; il torneo è organizzato dall'Athletes Unlimited, che si occupa anche dell'organizzazione dei campionati di softball, lacrosse e pallacanestro.

## Storia
Il campionato di pallavolo femminile organizzato dall'Athletes Unlimited nasce nel 2020, in seguito al successo ottenuto dal campionato di softball femminile organizzato dal medesimo ente. La prima edizione del torneo si tiene a Dallas (Texas) nel 2021, così come la seconda. In seguito al cambio di calendario da primavera all'autunno, nella stagione sportiva 2022-23 il torneo viene sostituito da un exhibition tour, tornando con la terza edizione a ottobre, all'interno della stagione sportiva 2023-24; la sede dell'evento si sposta a Mesa in Arizona.

## Regolamento
Rispetto ai tradizionali campionati di pallavolo, quello organizzato da Athletes Unlimited presenta diverse differenze. 
- Non vi sono dei veri club, ma le giocatrici vengono settimanalmente selezionate attraverso un draft per formare quattro squadre che prendono inizialmente il nome dai colori delle loro divise (Gold, Orange, Blue e Purple) e in seguito dal rispettivo capitano; il primo draft vede nel ruoli di capitani le migliori quattro giocatrici della pre-season, mentre dalla seconda settimana il ruolo viene ricoperto dalle quattro giocatrici in testa alla classifica; a partire dalla seconda edizione, i quattro capitani sono le migliori quattro giocatrici della stagione precedente ancora attive nella lega.
- L'intero evento si svolge all'interno della medesima arena, eliminando il criterio delle partite giocate in casa e in trasferta.
- Ogni partita dura tre set e la vittoria finale viene assegnata alla squadra che ottiene più punti totali, non a quella che vince più set.
- La classifica riguarda le giocatrici, che accumulano punti attraverso i risultati, i premi di MVP (assegnati dalle giocatrici stesse e dai fans) e le statistiche di rendimento individuale.
- Il torneo vede le squadre formate attraverso il draft affrontarsi in un round-robin ogni settimana.

## Albo d'oro
| Anno                                          | Podio                | Podio               | Podio             |
| Campione                                      | Seconda              | Terza               |                   |
| --------------------------------------------- | -------------------- | ------------------- | ----------------- |
| 2021 Dettagli                                 | Jordan Larson        | Bethania de la Cruz | Brie O'Reilly     |
| 2022 Dettagli                                 | Bethania de la Cruz  | Natalia Valentín    | Danielle Barton   |
| Athletes Unlimited Volleyball Exhibition Tour |                      |                     |                   |
| 2023 Dettagli                                 | Leah Edmond          | Alli Stumler        | Brooke Nuneviller |
| 2024 Dettagli                                 | Brittany Abercrombie | Bethania de la Cruz | Madison Kingdon   |

## Palmarès
| Atlete               | Titoli | Stagioni |
| -------------------- | ------ | -------- |
| Jordan Larson        | 1      | 2021     |
| Bethania de la Cruz  | 1      | 2022     |
| Leah Edmond          | 1      | 2023     |
| Brittany Abercrombie | 1      | 2024     |